# テレビレポートRKC6時です
『テレビレポートRKC6時です』（テレビレポート アールケーシーろくじです）は1979年4月2日から1985年3月29日まで高知放送（RKCテレビ）で放送されていた初代の夕方のローカルニュース番組である。

## 放送時間
- 毎週月曜 - 金曜 18:00 - 18:30（日本標準時）。

## 出演者
- キャスター
  - 1979年4月 - 1980年9月 : 品原淳次郎[1]
  - 1980年10月 - : 小椋克己[1]

- アシスタント
  - 1979年4月 - 1980年9月 : 中西智恵[1]
  - 1980年10月 - 1981年7月 : 佐々木由美[1]
  - 1981年8月 -  : 長島一夫美[1]